# Sungai Laut
Sungai Laut is een bestuurslaag in het regentschap Indragiri Hilir van de provincie Riau, Indonesië. Sungai Laut telt 2526 inwoners (volkstelling 2010).